# Ronnie Von
Ronaldo Lindenberg Von Schilgen Cintra Nogueira (né le 17 juillet 1944 à Niterói, État de Rio de Janeiro), est un chanteur et compositeur brésilien.

## Biographie
Ronnie Von est né Ronaldo Nogueira. Ce n'est que plus tard, dans les années 2000, que le chanteur décide d'incorporer d'autres noms de famille, qui, selon lui, sont « empruntés » à la deuxième femme de son grand-père. Cependant, selon Luiz Paulo de Castro von Schilgen, petit-fils de l'Allemand Nicolau von Schilgen et de Laura Lindenberg, Ronaldo Nogueira était un habitué de la maison de la famille Lindenberg Von Schilgen à Vitória.
Ronaldo Nogueira est le fils de Noly Nogueira (1919-1970) et de José Maria Nogueira (1916-2015), dentiste, comptable, animateur radio et conférencier du Círculo Esotérico da Comunhão do Pensamento,, qui a également été, pendant une courte période (1966-1967), président de l'Institut du sucre et de l'alcool, une autarcie fédérale qui a été abolie en 1990,. De 15 à 18 ans, il est élève à l'École préparatoire des cadets de l'air, qui précède son entrée à l'Académie de l'armée de l'air, mais il interrompt sa formation en 1963.
En juillet 2014, Editora Planeta sort sa biographie, Ronnie Von : O príncipe que podia ser rei, écrite par Antonio Guerreiro et Luiz Cesar Pimentel. Le chanteur est directement impliqué dans la production de cette biographie, participant même à la séance de lancement du livre.
En septembre 2020, il se consacre à sa chaîne YouTube. En février 2022, il est engagé par le groupe Bandeirantes pour présenter la série Além do Vinho (Au-delà du vin), qui sera diffusée sur la chaîne payante Sabor e Arte. Le 19 août 2022, il est engagé par RedeTV! où il fait ses débuts le 3 octobre avec Manhã do Ronnie.

## Discographie

### Albums studio
- 1966 : Ronnie Von - Meu Bem
- 1967 : O Novo Ídolo
- 1967 : Ronnie Von 2
- 1967 : Ronnie Von 3
- 1968 : Ronnie Von
- 1969 : A Misteriosa Luta do Reino de Parassempre Contra o Império de Nuncamais
- 1970 : A Máquina Voadora
- 1972 : Ronnie Von
- 1973 : Ronnie Von
- 1973 : Ronnie Von
- 1977 : Ronnie Von
- 1977 : Deje mi Vida (es)
- 1978 : Ronnie Von
- 1981 : Sinal dos Tempos
- 1984 : Ronnie Von
- 1987 : Vida e Volta
- 1988 : Ronnie Von
- 1996 : Estrada da Vida
- 2019 : One Night Only

### EP
- 1966 : Meu Bem
- 1967 : O Novo Ídolo
- 1968 : Pra Chatear
- 1969 : Ronnie Von
- 1977 : Ronnie Von
- 1977 : Ronnie Von

### Singles notables
- 1966 : You Got To Hide Your Love Away / Meu Bem
- 1967 : A Catedral / Menina Azul
- 1967 : A Praça / Canção de Ninar Meu Bem
- 1967 : Música Para Ver A Garota Passar / Jardim de Infância
- 1967 : Uma Dúzia de Rosas / Belinha
- 1968 : Ele Tem Você / O Susto

### DVD
- 2019 : One Night Only[11],[12],[13],[14],[15],[16]